# Kimnachia ramulosa
Kimnachia ramulosa ist die einzige Pflanzenart der monotypischen Gattung Kimnachia in der Familie der Kakteengewächse (Cactaceae).

## Beschreibung
Kimnachia ramulosa wächst strauchig und von der Basis an reich verzweigt.
Die abgeflachten Haupttriebe sind an der oft behaarten Basis drehrund, bis 70 Zentimeter lang und 2 bis 5 Millimeter breit. Die Seitentriebe erscheinen in 4 oder 5 Reihen aus den drehrunden Abschnitten der Haupttriebe. Sie sind an der Basis drehrund, darüber abgeflacht und oft weiter verzweigt. Die Seitentriebe sind lanzettlich bis linealisch, zuerst rötlich und später grün, oder einheitlich grün. Sie werden 10 bis 25 Zentimeter lang und bis zu 2 Zentimeter breit.
Die meist einzeln erscheinenden, etwas hängenden und radförmigen Blüten sind mehr oder weniger rosafarben oder grünlich cremefarben. Sie sind 7 bis 12 Millimeter lang und erreichen Durchmesser von 10 bis 14 Millimeter. Die eiförmigen, weiß bis etwas rosaweißen Früchte sind durchscheinend und werden 4 bis 8 Millimeter lang.

## Verbreitung, Systematik und Gefährdung
Kimnachia ramulosa ist in Mexiko, Guatemala, Belize, Haiti, Jamaika, El Salvador, Honduras, Nicaragua, Costa Rica, Venezuela, Kolumbien, Ecuador, Peru, Brasilien und Bolivien weit verbreitet. 
Die Erstbeschreibung als Cereus ramulosus wurde 1834 von Joseph zu Salm-Reifferscheidt-Dyck veröffentlicht. Salvador Arias und Nadja Korotkova stellten die Art 2017 in die von ihnen neu aufgestellte monotypische Gattung Kimnachia. Weitere nomenklatorische Synonyme sind Rhipsalis ramulosa (Salm-Dyck) Pfeiff. (1837), Hariota ramulosa (Salm-Dyck) Lem. (1839), Hariota ramulosa (Salm-Dyck) Kuntze (1891) und Disocactus ramulosus (Salm-Dyck) Kimnach (1961)
Es werden folgende Unterarten und Formen unterschieden:
- Kimnachia ramulosa subsp. ramulosa
- Kimnachia ramulosa subsp. jamaicensis (Britton & Harris) S.Arias & N.Korotkova
- Kimnachia ramulosa f. ramulosa
- Kimnachia ramulosa f. angustissima (F.A.C.Weber) S.Arias & N.Korotkova

In der Roten Liste gefährdeter Arten der IUCN wird die Art als „Least Concern (LC)“, d. h. als nicht gefährdet geführt.

## Nachweise